# Collegio di Midlothian and Peebles Northern
Midlothian and Peebles Northern fu un collegio elettorale scozzese della Camera dei comuni del Parlamento del Regno Unito dal 1918 al 1950; eleggeva un membro del Parlamento con il sistema maggioritario a turno unico. Nel 1950 l'area del collegio venne redistribuita tra i nuovi collegi di Midlothian and Peebles e Edinburgh Pentlands.

## Membri del parlamento
| Elezione | Elezione                      | Deputato                          | Partito          |
| -------- | ----------------------------- | --------------------------------- | ---------------- |
|          | 1918                          | Sir John Augustus Hope            | Unionista        |
| 1922     | George Aitken Clark Hutchison |                                   | Unionista        |
|          | 1923                          | Andrew Bathgate Clarke            | Laburista        |
|          | 1924                          | Sir George Aitken Clark Hutchison | Unionista        |
|          | 1929                          | Andrew Bathgate Clarke            | Laburista        |
|          | 1929                          | John Colville                     | Unionista        |
| 1943     | David King Murray             |                                   | Unionista        |
|          | 1945                          | John Hope                         | Conservatore     |
|          | 1950                          | Collegio abolito                  | Collegio abolito |

## Risultati elettorali

### Elezioni negli anni 1940
| Partito                    | Partito                                | Candidato                  | Risultati 5 luglio 1945 | Risultati 5 luglio 1945 |
| Partito                    | Partito                                | Candidato                  | Voti                    | %                       |
| -------------------------- | -------------------------------------- | -------------------------- | ----------------------- | ----------------------- |
|                            | Unionista                              | John Hope                  | 24 834                  | 47,95                   |
|                            | Laburista                              | James Lean                 | 23 657                  | 45,68                   |
|                            | Common Wealth                          | Kitty Wintringham          | 3 299                   | 6,37                    |
|                            |                                        |                            |                         |                         |
| Iscritti                   | Iscritti                               | Iscritti                   | 73 638                  | 100,00                  |
| ↳ Votanti (% su iscritti)  | ↳ Votanti (% su iscritti)              | ↳ Votanti (% su iscritti)  | 51 790                  | 70,33                   |
| ↳ Astenuti (% su iscritti) | ↳ Astenuti (% su iscritti)             | ↳ Astenuti (% su iscritti) | 21 848                  | 29,67                   |
|                            |                                        |                            |                         |                         |
|                            | Esito: collegio confermato a Unionista |                            |                         |                         |

| Partito                    | Partito                                | Candidato                  | Risultati 11 febbraio 1943 | Risultati 11 febbraio 1943 |
| Partito                    | Partito                                | Candidato                  | Voti                       | %                          |
| -------------------------- | -------------------------------------- | -------------------------- | -------------------------- | -------------------------- |
|                            | Unionista                              | David Murray               | 11 620                     | 51,94                      |
|                            | Common Wealth                          | Tom Wintringham            | 10 751                     | 48,06                      |
|                            |                                        |                            |                            |                            |
| Iscritti                   | Iscritti                               | Iscritti                   | 64 656                     | 100,00                     |
| ↳ Votanti (% su iscritti)  | ↳ Votanti (% su iscritti)              | ↳ Votanti (% su iscritti)  | 22 371                     | 34,60                      |
| ↳ Astenuti (% su iscritti) | ↳ Astenuti (% su iscritti)             | ↳ Astenuti (% su iscritti) | 42 285                     | 65,40                      |
|                            |                                        |                            |                            |                            |
|                            | Esito: collegio confermato a Unionista |                            |                            |                            |

### Elezioni negli anni 1930
| Partito                    | Partito                                | Candidato                  | Risultati 14 novembre 1935 | Risultati 14 novembre 1935 |
| Partito                    | Partito                                | Candidato                  | Voti                       | %                          |
| -------------------------- | -------------------------------------- | -------------------------- | -------------------------- | -------------------------- |
|                            | Unionista                              | John Colville              | 23 711                     | 62,93                      |
|                            | Laburista                              | James Lean                 | 13 970                     | 37,07                      |
|                            |                                        |                            |                            |                            |
| Iscritti                   | Iscritti                               | Iscritti                   | 50 714                     | 100,00                     |
| ↳ Votanti (% su iscritti)  | ↳ Votanti (% su iscritti)              | ↳ Votanti (% su iscritti)  | 37 681                     | 74,30                      |
| ↳ Astenuti (% su iscritti) | ↳ Astenuti (% su iscritti)             | ↳ Astenuti (% su iscritti) | 13 033                     | 25,70                      |
|                            |                                        |                            |                            |                            |
|                            | Esito: collegio confermato a Unionista |                            |                            |                            |

| Partito                    | Partito                                | Candidato                  | Risultati 27 ottobre 1931 | Risultati 27 ottobre 1931 |
| Partito                    | Partito                                | Candidato                  | Voti                      | %                         |
| -------------------------- | -------------------------------------- | -------------------------- | ------------------------- | ------------------------- |
|                            | Unionista                              | John Colville              | 22 211                    | 72,32                     |
|                            | Laburista                              | Andrew Clarke              | 8 501                     | 27,68                     |
|                            |                                        |                            |                           |                           |
| Iscritti                   | Iscritti                               | Iscritti                   | 39 723                    | 100,00                    |
| ↳ Votanti (% su iscritti)  | ↳ Votanti (% su iscritti)              | ↳ Votanti (% su iscritti)  | 30 712                    | 77,32                     |
| ↳ Astenuti (% su iscritti) | ↳ Astenuti (% su iscritti)             | ↳ Astenuti (% su iscritti) | 9 011                     | 22,68                     |
|                            |                                        |                            |                           |                           |
|                            | Esito: collegio confermato a Unionista |                            |                           |                           |

### Elezioni negli anni 1920
| Partito                    | Partito                                        | Candidato                  | Risultati 30 maggio 1929 | Risultati 30 maggio 1929 |
| Partito                    | Partito                                        | Candidato                  | Voti                     | %                        |
| -------------------------- | ---------------------------------------------- | -------------------------- | ------------------------ | ------------------------ |
|                            | Unionista                                      | John Colville              | 11 219                   | 39,06                    |
|                            | Laburista                                      | Andrew Clarke              | 10 779                   | 37,53                    |
|                            | Liberale                                       | David Keir                 | 6 726                    | 23,42                    |
|                            |                                                |                            |                          |                          |
| Iscritti                   | Iscritti                                       | Iscritti                   | 39 723                   | 100,00                   |
| ↳ Votanti (% su iscritti)  | ↳ Votanti (% su iscritti)                      | ↳ Votanti (% su iscritti)  | 28 724                   | 72,31                    |
| ↳ Astenuti (% su iscritti) | ↳ Astenuti (% su iscritti)                     | ↳ Astenuti (% su iscritti) | 10 999                   | 27,69                    |
|                            |                                                |                            |                          |                          |
|                            | Esito: collegio passa da Laburista a Unionista |                            |                          |                          |

| Partito                    | Partito                                        | Candidato                  | Risultati 1º gennaio 1929 | Risultati 1º gennaio 1929 |
| Partito                    | Partito                                        | Candidato                  | Voti                      | %                         |
| -------------------------- | ---------------------------------------------- | -------------------------- | ------------------------- | ------------------------- |
|                            | Laburista                                      | Andrew Clarke              | 7 917                     | 41,99                     |
|                            | Unionista                                      | John Colville              | 6 965                     | 36,94                     |
|                            | Liberale                                       | David Keir                 | 3 130                     | 16,60                     |
|                            | Nazionale                                      | Lewis Spence               | 842                       | 4,47                      |
|                            |                                                |                            |                           |                           |
| Iscritti                   | Iscritti                                       | Iscritti                   | 39 723                    | 100,00                    |
| ↳ Votanti (% su iscritti)  | ↳ Votanti (% su iscritti)                      | ↳ Votanti (% su iscritti)  | 18 854                    | 47,46                     |
| ↳ Astenuti (% su iscritti) | ↳ Astenuti (% su iscritti)                     | ↳ Astenuti (% su iscritti) | 20 869                    | 52,54                     |
|                            |                                                |                            |                           |                           |
|                            | Esito: collegio passa da Unionista a Laburista |                            |                           |                           |